# 旅日朝鲜青年同盟
旅日朝鮮青年同盟（朝鲜语：／）简称朝青（朝鲜语：／），是旅日朝鲜人总联合会下属的青年团体组织，成立于1955年。 
旅日朝鮮青年同盟之前身為日本投降、朝鲜光复后，1947年3月6日旅日朝鲜人联盟青年部组织的在日朝鲜民主青年同盟（簡稱民青）。1949年9月8日，兩者因團體等規正令一同解散。隨後，在日朝鮮民主青年同盟改組為在日本朝鮮民主愛國青年同盟（簡稱民愛青），至1955年8月1日——即旅日朝鲜人总联合会成立兩個月後——正式改組為今日之旅日朝鮮青年同盟。
1971年，该组织加入世界民主青年联盟。